# Chlum Svaté Maří
Chlum Svaté Maří är en ort i Tjeckien.   Den ligger i regionen Karlovy Vary, i den västra delen av landet, 130 km väster om huvudstaden Prag. Chlum Svaté Maří ligger 545 meter över havet och antalet invånare är 293.
Terrängen runt Chlum Svaté Maří är kuperad österut, men västerut är den platt.Runt Chlum Svaté Maří är det glesbefolkat, med 17 invånare per kvadratkilometer. Närmaste större samhälle är Cheb, 13,9 km sydväst om Chlum Svaté Maří. Omgivningarna runt Chlum Svaté Maří är en mosaik av jordbruksmark och naturlig växtlighet.